# Theodore William Richards
Theodore William Richards (n. 31 ianuarie 1868, Germantown⁠(d), Pennsylvania, SUA – d. 2 aprilie 1928, Cambridge, Massachusetts, SUA) a fost un chimist american, laureat al Premiului Nobel pentru chimie (1914).